# Kent Island (Western Australia)
Kent Island ist eine unbewohnte Insel im australischen Bundesstaat Western Australia. Die Insel liegt im West Arm, einen Teil des Cambridge Gulf im Mündungsbereich des Pentecost River. Das winzige Eiland liegt etwa in der Mitte des sich tief ins Land hineinziehenden Wasserarms zwischen den viel größeren Inseln Adolphus Island und Fairfax Island, die zwischen West und East Arm liegt. Bis zum Festland im Westen sind es rund zwei Kilometer vom australischen Festland entfernt. Etwa anderthalb Kilometer zur Küste liegt die kleine Saville Island. 
Kent Island ist 130 Meter lang und 70 Meter breit.